# Kristin Luckenbill
Kristin Luckenbill (Paoli, 28 de maio de 1979) é uma futebolista estadunidense que atua como goleira.